# テーベのパウロス
テーベのパウロス （ラテン語: Paulos、英語: Paul of Thebes、 228年 - 342年頃）はキリスト教の聖人（正教会・カトリック教会・聖公会）で隠者。最初の隠修士として知られる。証聖者、初代隠修士聖パウロス、パウルスとも。ヒエロニムスの『パウロス伝』などで言及される。記憶日は1月15日あるいは10日。

## 聖人伝

### パウロス伝
ヒエロニムスはアタナシオスの『アントニオス伝』に影響を受け『パウロス伝』としてパウロスの物語を記しているが、これは伝説的なものである。
『パウロス伝』では、パウロスはテーバイの裕福な家に生まれたが、デキウス帝によるキリスト教徒の迫害のために、22歳よりテーバイ近隣の砂漠に逃れ、生涯をそこで過ごしたと伝えられ、113歳のころ90歳のアントニオスの来訪を受けた他には誰とも会わなかったとされる。

### 黄金伝説
黄金伝説では次のような聖人伝が伝えられる。
パウロスはデキウス（あるいはガリエヌス）治下でのキリスト教徒への迫害を見て砂漠へ逃れ、それ以降を隠者として過ごした。同じころ、アントニオスもまた、砂漠で隠者として暮らしていた。アントニオスは自身が最初の隠修士（独住修士）であると考えていたが、夢の中で他に神聖で優れた隠修士がいるとのお告げを受けたため、その隠修士を探しに行くことにした。アントニオスは道中、ケンタウロスや棕櫚の実を運んでいるサテュロス、オオカミの道案内を得て、パウロスの住む洞窟へとたどり着いた。パウロスはアントニオスが訪ねてくることをあらかじめ察していた為、戸にかんぬきをかけていたが、アントニオスの懇願にほだされ迎え入れた。食事のころになると、一羽のカラスが2人分のパンを運んできた。アントニオスが驚くと、パウロスはいつもはこの半分の大きさのパンが神から贈られてくると伝えた。パウロスとアントニオスは互いに遠慮しパンに触れなかったが、最後に2人が同時に触れると、パンは2つに分かれた。アントニオスは自身の草庵に戻る直前、パウロスの魂が天使によって天国へと運ばれるのを見た。急いで引き返すと、パウロスは祈る姿のまま死んでいた。アントニオスが埋葬のための穴が欲しいと考えていると、2頭のライオンが現れ穴を掘った。アントニオスはパウロスを埋葬したのち、彼の着ていた棕櫚で編まれた服を持ち帰り、大きな祝日にはそれを着るようになった。

### 解説
パウルスの聖人伝については複数のものが伝えられており「ラテン版（ヒエロニムスの『パウロス伝』）」「ラテン版より短いギリシア版」「『パウロス伝』により増補ないし翻訳されたギリシア版」の3つの版が重視される。ヒエロニムスの『パウロス伝』とより短いギリシア語版のどちらが原典であるかははっきりとしていない。これらの聖人伝で伝えられるパウロスの生涯は細部を除いてほぼ一致する。ラテン版より短いギリシア版ではケンタウロスとサテュロスはどちらも明確に悪魔として描写され、アントニオスを妨害し神を打ち負かそうとするが、ヒエロニムスの版ではケンタウロスは悪魔である可能性をもちつつも、砂漠で繁栄する怪物のうちのひとつとして扱われアントニオスに道を示す役割を果たし、サテュロスは無害な死者として扱われる。北海道大学（古代キリスト教史）の戸田聡はヒエロニムスの『パウロス伝』はアタナシオスの『アントニオス伝』から文言が借用され、アントニオスよりも優れた修道者を書こうとした意図が見られるとし（ヒエロニムスの『パウロス伝』を原典とした上で）創作上の人物であるとした。これに対し関西学院大学（歴史神学）の土井健司は、創作上の借用はヒエロニムスの創作にかかわるものであり、パウロスの実在性に直ちに関連しないのではないかと疑問を寄せている。

## 絵画

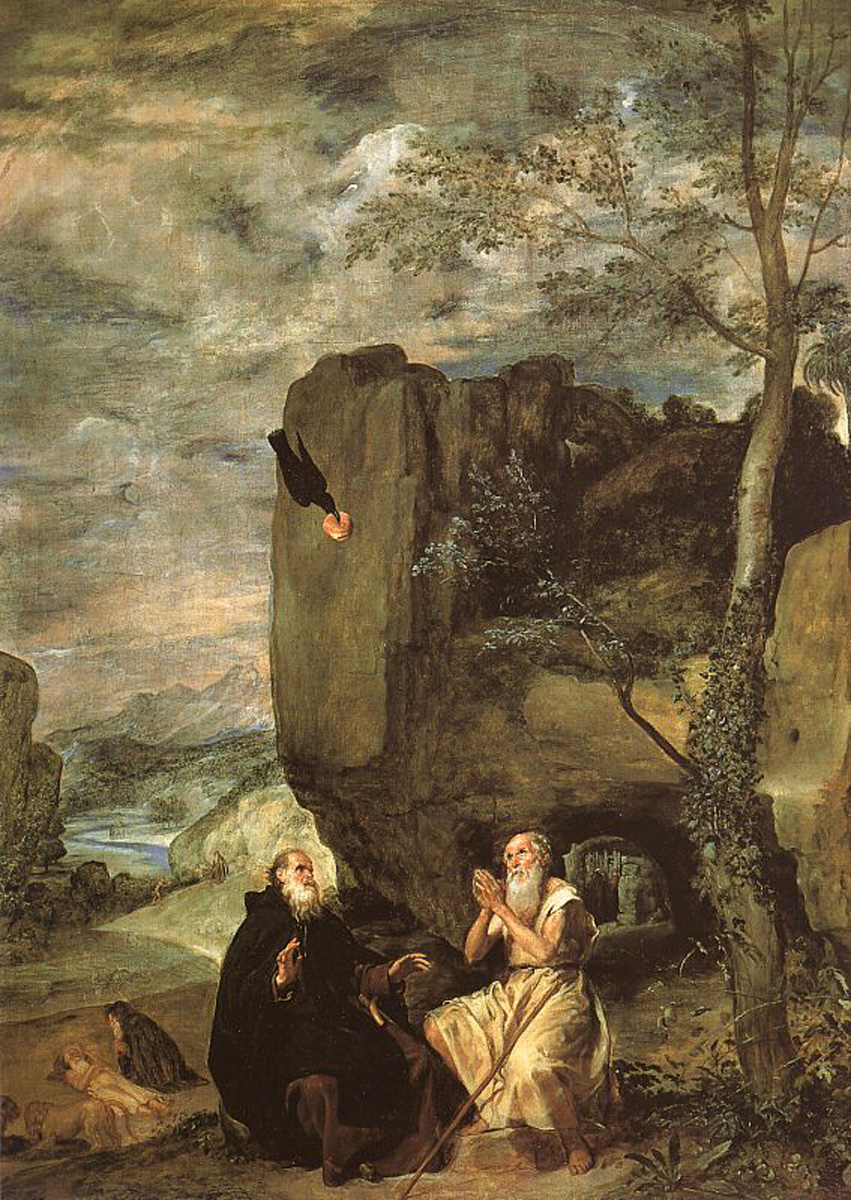
『聖アントニウスと隠修士聖パウルス』, 1634, ディエゴ・ベラスケス、プラド美術館

パウロスは絵画の題材としてよく描かれる。このとき彼の聖人伝から、鳥、2頭のライオン、棕櫚ないし棕櫚の服がパウロスを示す記号として用いられる。